# 田立站
田立站（日语：／ Tadachi eki */?）是東海旅客鐵道（JR東海）中央本線的鐵路車站，位於日本長野縣木曾郡南木曾町田立。

## 歷史
- 1929年（昭和4年）12月3日：以田立信號場的名稱開業，為鐵道省的一個車站。
- 1948年（昭和23年）9月1日：改為現在名稱。
- 1949年（昭和24年）6月1日：成為日本國有鐵道的一個車站。
- 1973年（昭和48年）5月25日：因複線化工程需要，車站向南木曾站方向移動了1.3km。同時貨運業務停止辦理。
- 1987年（昭和62年）4月1日：國鐵分割民營化，成為東海旅客鐵道的一個車站。

## 車站結構
側式月台2面2線的地面車站。

### 月台配置
| 月台 | 路線     | 方向 | 目的地             |
| ---- | -------- | ---- | ------------------ |
| 1    | 中央本線 | 下行 | 木曾福島、長野方向 |
| 2    | 中央本線 | 上行 | 中津川、名古屋方向 |

## 车站周边
- 南木曾町立田立小學
- 田立郵政局
- 木曾川
- 田立瀑布
- 岐阜縣道、長野縣道6号中津川田立線
- 國道19號[2]
  - 道之驛賤母

## 相鄰車站
東海旅客鐵道（JR東海）
 中央本線
■快速、■普通
南木曾（CF23）－田立－坂下